# جيمي دونكان (لاعب كرة قدم أمريكية)
جيمي دونكان (بالإنجليزية: Jamie Duncan)‏ هو لاعب كرة قدم أمريكية أمريكي، ولد في 20 يوليو 1975 في ويلمنغتون في الولايات المتحدة.

## وصلات خارجية
- جيمي دونكان على موقع مرجع كرة القدم المحترفة.كوم (الإنجليزية)